# Ri Sol-ju
Ri Sol-ju (tiếng Triều Tiên: 리설주; Hancha: 李雪主; Romaja: Ri Seol-ju; McCune–Reischauer: Ri Sŏlju; Hán-Việt: Lý Tuyết Chủ, sinh ngày 28 tháng 9 năm 1989) là vợ của lãnh tụ nước Cộng hòa Dân chủ Nhân dân Triều Tiên Kim Jong-un. Tình báo Hàn Quốc từng cho rằng bà là Hyon Song-wol, trước đây là một ca sĩ của nhạc đoàn điện tử Pochonbo, một ban nhạc nổi tiếng của Bắc Triều Tiên.

## Tiểu sử
Truyền thông Bắc Triều Tiên công bố Kim Jong-un cưới Ri Sol-ju vào ngày 25 tháng 7 năm 2012 sau khi cả hai cùng nhau xuất hiện trước công chúng vào những tuần lễ trước đó. BBC, trích dẫn lời của một nhà phân tích thuật lại với tờ The Korea Times của Hàn Quốc, rằng cha của Kim Jong-un, tức Kim Jong-il sau cơn đột quỵ năm 2008 đã vội vã chuẩn bị cho Jong-un lập gia đình. Jong-un và Sol-ju kết hôn năm 2009 và sang năm 2010, Ri Sol-ju đã sinh một đứa con.
Thông tin về đời sống của Ri Sol-ju rất giới hạn, tuy nhiên cũng có tin cho biết Ri Sol-ju đã sang Hàn Quốc năm 2005 với nhiệm vụ là một thành viên trong nhóm cổ vũ thanh niên tại Giải vô địch điền kinh châu Á. Theo lời tường thuật, Sol-ju nói với một giảng viên trong chuyến đi này rằng: "Chúng tôi muốn theo học các lớp của các giảng viên miền Nam sau khi thống nhất càng sớm càng tốt."
Theo JoongAng Ilbo của Hàn Quốc thì có những chi tiết thêm: Ri Sol-ju nguyên quán ở tỉnh Hamgyong Bắc, cha là giáo sư và mẹ là bác sĩ.

## Mang thai và làm mẹ
Ri Sol-ju đã sinh con vào khoảng năm 2010, và theo các nguồn tin thì đó là bé trai.

Vào tháng 10 năm 2012, đã có những sự suy đoán về việc "mất tích" của bà Ri, và câu hỏi đặt ra liệu đó là kết quả của việc "vi phạm kỷ luật" hay "mang thai", nhưng sau đó bà lại xuất hiện cùng ông Kim Jong-un tại một trường đại học quân sự. Sau đó là các báo cáo tin tức vào tháng 12 năm 2012 rằng bà Ri đang mang thai rõ ràng, tuy nhiên các quan chức Triều Tiên không đưa ra bình luận gì về vấn đề này. Vào tháng 3 năm 2013, cựu cầu thủ bóng rổ NBA Dennis Rodman có chuyến thăm Kim Jong-un ở Triều Tiên và khi trở về đã nói với tờ báo lá cải của Anh The Sun rằng bà Ri đã sinh một bé gái. Một nguồn tin của chính phủ Hàn Quốc đã suy đoán rằng "các bác sĩ đã chuyển dạ để đảm bảo đứa trẻ được sinh ra vào năm 2012, đánh dấu kỷ niệm 100 năm của người sáng lập Bắc Triều Tiên Kim Nhật Thành", nhưng không có ngày sinh chính xác. Rodman đã nói với tờ The Guardian tháng 9 năm 2013 rằng con của họ, một bé gái, đặt tên là Kim Ju-ae. Ông phát biểu rằng Kim Jong-un có "một gia đình đẹp" và là một "người cha tốt". Cơ quan tình báo Hàn Quốc sau đó đã chính thức thông báo rằng bà Ri đã sinh thêm đứa con thứ ba không rõ giới tính vào tháng 2 năm 2017.
|                      |                      |                      |                      |                      |                      |                    |                    |                        |                        |                        |                        |                        |                        |                        |                        |                        |                        |                       |                       |                       |                       |                     |                     |                       |                       |                       |                       |                       |                       |                        |                        |                        |                        | Kim Bo-hyon 1871–1955   |                         |                         |                         |                         |                         |                       |                       |                        |                        |                        |                        |                        |                        |                          |                          |                          |                          |                          |                          |                   |                   |                    |                    |                    |                    |                    |                    |
|                      |                      |                      |                      |                      |                      |                    |                    |                        |                        |                        |                        |                        |                        |                        |                        |                        |                        |                       |                       |                       |                       |                     |                     |                       |                       |                       |                       |                       |                       |                        |                        |                        |                        |                         |                         |                         |                         |                         |                         |                       |                       |                        |                        |                        |                        |                        |                        |                          |                          |                          |                          |                          |                          |                   |                   |                    |                    |                    |                    |                    |                    |
|                      |                      |                      |                      |                      |                      |                    |                    |                        |                        |                        |                        |                        |                        |                        |                        |                        |                        |                       |                       |                       |                       |                     |                     |                       |                       |                       |                       |                       |                       |                        |                        |                        |                        | Kim Hyong-jik 1894–1926 | Kim Hyong-jik 1894–1926 | Kim Hyong-jik 1894–1926 | Kim Hyong-jik 1894–1926 | Kim Hyong-jik 1894–1926 | Kim Hyong-jik 1894–1926 |                       |                       | Kang Pan-sŏk 1892–1932 | Kang Pan-sŏk 1892–1932 | Kang Pan-sŏk 1892–1932 | Kang Pan-sŏk 1892–1932 | Kang Pan-sŏk 1892–1932 | Kang Pan-sŏk 1892–1932 |                          |                          |                          |                          |                          |                          |                   |                   |                    |                    |                    |                    |                    |                    |
|                      |                      |                      |                      |                      |                      |                    |                    |                        |                        |                        |                        |                        |                        |                        |                        |                        |                        |                       |                       |                       |                       |                     |                     |                       |                       |                       |                       |                       |                       |                        |                        |                        |                        | Kim Hyong-jik 1894–1926 | Kim Hyong-jik 1894–1926 | Kim Hyong-jik 1894–1926 | Kim Hyong-jik 1894–1926 | Kim Hyong-jik 1894–1926 | Kim Hyong-jik 1894–1926 |                       |                       | Kang Pan-sŏk 1892–1932 | Kang Pan-sŏk 1892–1932 | Kang Pan-sŏk 1892–1932 | Kang Pan-sŏk 1892–1932 | Kang Pan-sŏk 1892–1932 | Kang Pan-sŏk 1892–1932 |                          |                          |                          |                          |                          |                          |                   |                   |                    |                    |                    |                    |                    |                    |
|                      |                      |                      |                      |                      |                      |                    |                    |                        |                        |                        |                        |                        |                        |                        |                        |                        |                        |                       |                       |                       |                       |                     |                     |                       |                       |                       |                       |                       |                       |                        |                        |                        |                        |                         |                         |                         |                         |                         |                         |                       |                       |                        |                        |                        |                        |                        |                        |                          |                          |                          |                          |                          |                          |                   |                   |                    |                    |                    |                    |                    |                    |
|                      |                      |                      |                      |                      |                      |                    |                    |                        |                        |                        |                        |                        |                        |                        |                        |                        |                        |                       |                       |                       |                       |                     |                     |                       |                       |                       |                       |                       |                       |                        |                        |                        |                        |                         |                         |                         |                         |                         |                         |                       |                       |                        |                        |                        |                        |                        |                        |                          |                          |                          |                          |                          |                          |                   |                   |                    |                    |                    |                    |                    |                    |
|                      |                      |                      |                      |                      |                      |                    |                    |                        |                        |                        |                        |                        |                        |                        |                        |                        |                        |                       |                       |                       |                       |                     |                     |                       |                       |                       |                       |                       |                       | Kim Jong-suk 1919–1949 | Kim Jong-suk 1919–1949 | Kim Jong-suk 1919–1949 | Kim Jong-suk 1919–1949 | Kim Jong-suk 1919–1949  | Kim Jong-suk 1919–1949  |                         |                         | Kim Il-sung 1912–1994   | Kim Il-sung 1912–1994   | Kim Il-sung 1912–1994 | Kim Il-sung 1912–1994 | Kim Il-sung 1912–1994  | Kim Il-sung 1912–1994  |                        |                        | Kim Sung-ae 1928–?     | Kim Sung-ae 1928–?     | Kim Sung-ae 1928–?       | Kim Sung-ae 1928–?       | Kim Sung-ae 1928–?       | Kim Sung-ae 1928–?       |                          |                          | Kim Yong-ju 1920– | Kim Yong-ju 1920– | Kim Yong-ju 1920–  | Kim Yong-ju 1920–  | Kim Yong-ju 1920–  | Kim Yong-ju 1920–  |                    |                    |
|                      |                      |                      |                      |                      |                      |                    |                    |                        |                        |                        |                        |                        |                        |                        |                        |                        |                        |                       |                       |                       |                       |                     |                     |                       |                       |                       |                       |                       |                       | Kim Jong-suk 1919–1949 | Kim Jong-suk 1919–1949 | Kim Jong-suk 1919–1949 | Kim Jong-suk 1919–1949 | Kim Jong-suk 1919–1949  | Kim Jong-suk 1919–1949  |                         |                         | Kim Il-sung 1912–1994   | Kim Il-sung 1912–1994   | Kim Il-sung 1912–1994 | Kim Il-sung 1912–1994 | Kim Il-sung 1912–1994  | Kim Il-sung 1912–1994  |                        |                        | Kim Sung-ae 1928–?     | Kim Sung-ae 1928–?     | Kim Sung-ae 1928–?       | Kim Sung-ae 1928–?       | Kim Sung-ae 1928–?       | Kim Sung-ae 1928–?       |                          |                          | Kim Yong-ju 1920– | Kim Yong-ju 1920– | Kim Yong-ju 1920–  | Kim Yong-ju 1920–  | Kim Yong-ju 1920–  | Kim Yong-ju 1920–  |                    |                    |
|                      |                      |                      |                      |                      |                      |                    |                    |                        |                        |                        |                        |                        |                        |                        |                        |                        |                        |                       |                       |                       |                       |                     |                     |                       |                       |                       |                       |                       |                       |                        |                        |                        |                        |                         |                         |                         |                         |                         |                         |                       |                       |                        |                        |                        |                        |                        |                        |                          |                          |                          |                          |                          |                          |                   |                   |                    |                    |                    |                    |                    |                    |
|                      |                      |                      |                      |                      |                      |                    |                    |                        |                        |                        |                        |                        |                        |                        |                        |                        |                        |                       |                       |                       |                       |                     |                     |                       |                       |                       |                       |                       |                       |                        |                        |                        |                        |                         |                         |                         |                         |                         |                         |                       |                       |                        |                        |                        |                        |                        |                        |                          |                          |                          |                          |                          |                          |                   |                   |                    |                    |                    |                    |                    |                    |
|                      |                      |                      |                      |                      |                      |                    |                    |                        |                        |                        |                        |                        |                        |                        |                        |                        |                        |                       |                       |                       |                       |                     |                     |                       |                       |                       |                       |                       |                       |                        |                        |                        |                        |                         |                         |                         |                         |                         |                         |                       |                       |                        |                        |                        |                        |                        |                        |                          |                          |                          |                          |                          |                          |                   |                   |                    |                    |                    |                    |                    |                    |
|                      |                      |                      |                      |                      |                      |                    |                    |                        |                        |                        |                        |                        |                        |                        |                        |                        |                        |                       |                       |                       |                       |                     |                     |                       |                       |                       |                       |                       |                       |                        |                        |                        |                        |                         |                         |                         |                         |                         |                         |                       |                       |                        |                        |                        |                        |                        |                        |                          |                          |                          |                          |                          |                          |                   |                   |                    |                    |                    |                    |                    |                    |
| Kim Young-sook 1947– | Kim Young-sook 1947– | Kim Young-sook 1947– | Kim Young-sook 1947– | Kim Young-sook 1947– | Kim Young-sook 1947– |                    |                    | Song Hye-rim 1937–2002 | Song Hye-rim 1937–2002 | Song Hye-rim 1937–2002 | Song Hye-rim 1937–2002 | Song Hye-rim 1937–2002 | Song Hye-rim 1937–2002 |                        |                        | Kim Jong-il 1941–2011  | Kim Jong-il 1941–2011  | Kim Jong-il 1941–2011 | Kim Jong-il 1941–2011 | Kim Jong-il 1941–2011 | Kim Jong-il 1941–2011 |                     |                     | Ko Yong-hui 1953–2004 | Ko Yong-hui 1953–2004 | Ko Yong-hui 1953–2004 | Ko Yong-hui 1953–2004 | Ko Yong-hui 1953–2004 | Ko Yong-hui 1953–2004 |                        |                        | Kim Ok 1964–           | Kim Ok 1964–           | Kim Ok 1964–            | Kim Ok 1964–            | Kim Ok 1964–            | Kim Ok 1964–            |                         |                         | Kim Kyong-hui 1946–   | Kim Kyong-hui 1946–   | Kim Kyong-hui 1946–    | Kim Kyong-hui 1946–    | Kim Kyong-hui 1946–    | Kim Kyong-hui 1946–    |                        |                        | Jang Sung-taek 1946–2013 | Jang Sung-taek 1946–2013 | Jang Sung-taek 1946–2013 | Jang Sung-taek 1946–2013 | Jang Sung-taek 1946–2013 | Jang Sung-taek 1946–2013 |                   |                   | Kim Pyong-il 1954– | Kim Pyong-il 1954– | Kim Pyong-il 1954– | Kim Pyong-il 1954– | Kim Pyong-il 1954– | Kim Pyong-il 1954– |
| Kim Young-sook 1947– | Kim Young-sook 1947– | Kim Young-sook 1947– | Kim Young-sook 1947– | Kim Young-sook 1947– | Kim Young-sook 1947– |                    |                    | Song Hye-rim 1937–2002 | Song Hye-rim 1937–2002 | Song Hye-rim 1937–2002 | Song Hye-rim 1937–2002 | Song Hye-rim 1937–2002 | Song Hye-rim 1937–2002 |                        |                        | Kim Jong-il 1941–2011  | Kim Jong-il 1941–2011  | Kim Jong-il 1941–2011 | Kim Jong-il 1941–2011 | Kim Jong-il 1941–2011 | Kim Jong-il 1941–2011 |                     |                     | Ko Yong-hui 1953–2004 | Ko Yong-hui 1953–2004 | Ko Yong-hui 1953–2004 | Ko Yong-hui 1953–2004 | Ko Yong-hui 1953–2004 | Ko Yong-hui 1953–2004 |                        |                        | Kim Ok 1964–           | Kim Ok 1964–           | Kim Ok 1964–            | Kim Ok 1964–            | Kim Ok 1964–            | Kim Ok 1964–            |                         |                         | Kim Kyong-hui 1946–   | Kim Kyong-hui 1946–   | Kim Kyong-hui 1946–    | Kim Kyong-hui 1946–    | Kim Kyong-hui 1946–    | Kim Kyong-hui 1946–    |                        |                        | Jang Sung-taek 1946–2013 | Jang Sung-taek 1946–2013 | Jang Sung-taek 1946–2013 | Jang Sung-taek 1946–2013 | Jang Sung-taek 1946–2013 | Jang Sung-taek 1946–2013 |                   |                   | Kim Pyong-il 1954– | Kim Pyong-il 1954– | Kim Pyong-il 1954– | Kim Pyong-il 1954– | Kim Pyong-il 1954– | Kim Pyong-il 1954– |
|                      |                      |                      |                      |                      |                      |                    |                    |                        |                        |                        |                        |                        |                        |                        |                        |                        |                        |                       |                       |                       |                       |                     |                     |                       |                       |                       |                       |                       |                       |                        |                        |                        |                        |                         |                         |                         |                         |                         |                         |                       |                       |                        |                        |                        |                        |                        |                        |                          |                          |                          |                          |                          |                          |                   |                   |                    |                    |                    |                    |                    |                    |
|                      |                      |                      |                      |                      |                      |                    |                    |                        |                        |                        |                        |                        |                        |                        |                        |                        |                        |                       |                       |                       |                       |                     |                     |                       |                       |                       |                       |                       |                       |                        |                        |                        |                        |                         |                         |                         |                         |                         |                         |                       |                       |                        |                        |                        |                        |                        |                        |                          |                          |                          |                          |                          |                          |                   |                   |                    |                    |                    |                    |                    |                    |
|                      |                      |                      |                      | Kim Sul-song 1974–   | Kim Sul-song 1974–   | Kim Sul-song 1974– | Kim Sul-song 1974– | Kim Sul-song 1974–     | Kim Sul-song 1974–     |                        |                        | Kim Jong-nam 1971–2017 | Kim Jong-nam 1971–2017 | Kim Jong-nam 1971–2017 | Kim Jong-nam 1971–2017 | Kim Jong-nam 1971–2017 | Kim Jong-nam 1971–2017 |                       |                       | Kim Jong-chul 1981–   | Kim Jong-chul 1981–   | Kim Jong-chul 1981– | Kim Jong-chul 1981– | Kim Jong-chul 1981–   | Kim Jong-chul 1981–   |                       |                       | Kim Jong-un 1983–     | Kim Jong-un 1983–     | Kim Jong-un 1983–      | Kim Jong-un 1983–      | Kim Jong-un 1983–      | Kim Jong-un 1983–      |                         |                         | Ri Sol-ju k. 1986–      | Ri Sol-ju k. 1986–      | Ri Sol-ju k. 1986–      | Ri Sol-ju k. 1986–      | Ri Sol-ju k. 1986–    | Ri Sol-ju k. 1986–    |                        |                        | Kim Yo-jong 1987–      | Kim Yo-jong 1987–      | Kim Yo-jong 1987–      | Kim Yo-jong 1987–      | Kim Yo-jong 1987–        | Kim Yo-jong 1987–        |                          |                          |                          |                          |                   |                   |                    |                    |                    |                    |                    |                    |
|                      |                      |                      |                      | Kim Sul-song 1974–   | Kim Sul-song 1974–   | Kim Sul-song 1974– | Kim Sul-song 1974– | Kim Sul-song 1974–     | Kim Sul-song 1974–     |                        |                        | Kim Jong-nam 1971–2017 | Kim Jong-nam 1971–2017 | Kim Jong-nam 1971–2017 | Kim Jong-nam 1971–2017 | Kim Jong-nam 1971–2017 | Kim Jong-nam 1971–2017 |                       |                       | Kim Jong-chul 1981–   | Kim Jong-chul 1981–   | Kim Jong-chul 1981– | Kim Jong-chul 1981– | Kim Jong-chul 1981–   | Kim Jong-chul 1981–   |                       |                       | Kim Jong-un 1983–     | Kim Jong-un 1983–     | Kim Jong-un 1983–      | Kim Jong-un 1983–      | Kim Jong-un 1983–      | Kim Jong-un 1983–      |                         |                         | Ri Sol-ju k. 1986–      | Ri Sol-ju k. 1986–      | Ri Sol-ju k. 1986–      | Ri Sol-ju k. 1986–      | Ri Sol-ju k. 1986–    | Ri Sol-ju k. 1986–    |                        |                        | Kim Yo-jong 1987–      | Kim Yo-jong 1987–      | Kim Yo-jong 1987–      | Kim Yo-jong 1987–      | Kim Yo-jong 1987–        | Kim Yo-jong 1987–        |                          |                          |                          |                          |                   |                   |                    |                    |                    |                    |                    |                    |
|                      |                      |                      |                      |                      |                      |                    |                    |                        |                        |                        |                        |                        |                        |                        |                        |                        |                        |                       |                       |                       |                       |                     |                     |                       |                       |                       |                       |                       |                       |                        |                        |                        |                        |                         |                         |                         |                         |                         |                         |                       |                       |                        |                        |                        |                        |                        |                        |                          |                          |                          |                          |                          |                          |                   |                   |                    |                    |                    |                    |                    |                    |
|                      |                      |                      |                      |                      |                      |                    |                    |                        |                        |                        |                        | Kim Han-sol 1995–      | Kim Han-sol 1995–      | Kim Han-sol 1995–      | Kim Han-sol 1995–      | Kim Han-sol 1995–      | Kim Han-sol 1995–      |                       |                       |                       |                       |                     |                     |                       |                       |                       |                       |                       |                       |                        |                        | Kim Ju-ae k. 2012–     | Kim Ju-ae k. 2012–     | Kim Ju-ae k. 2012–      | Kim Ju-ae k. 2012–      | Kim Ju-ae k. 2012–      | Kim Ju-ae k. 2012–      |                         |                         |                       |                       |                        |                        |                        |                        |                        |                        |                          |                          |                          |                          |                          |                          |                   |                   |                    |                    |                    |                    |                    |                    |